# Rifugio Lago Verde
Das Rifugio Lago Verde  ist eine bewirtschaftete Schutzhütte in den Cottischen Alpen der norditalienischen Metropolitanstadt Turin/Region Piemont.
Die Hütte steht in 2583 m s.l.m. Höhe oberhalb des Germanascatals direkt am Lago Verde und gehört zur Gemeinde Prali.
Das Rifugio wurde im Jahr 1968 von der Sektion Valle Germanasca des CAI erbaut.

## Zugänge
Das Rifugio liegt am ‚blauen Weg‘ der Via Alpina.